# Hitachi Zosen Corporation
Hitachi Shipbuilding Corporation (日立造船株式会社 Hitachi Zōsen Kabushiki-kaisha?) é uma companhia industrial japonesa, sediada em Tóquio.

## História
A companhia foi estabelecida em 1881.